# Бабонёва, Натали
Натали Бабонёва (словац. Natalie Babonyová), по канадскому паспорту Натали Бабони (англ. Natalie Babony, родилась 22 октября 1983 года в Ошаве) — словацкая хоккеистка, нападающая.

## Биография
Родилась в канадском городе Ошава в семье словацких эмигрантов: отец родился в словацком Попраде, мать — уроженка Бардейова (недалеко от польской границы). Окончила Йельский университет. Выступала за команду «Торонто Краш» в женском чемпионате Большого Торонто и за университетскую команду Онтарио. За сборные Словакии дебютировала в возрасте 16 лет, в 2004 году выступила во втором дивизионе чемпионата мира, набрав в 3 играх 6 очков (по три гола и три голевые передачи).
Участница квалификационного турнира в Латвии к зимней Олимпиаде в Ванкувере; в 2009 году участвовала в чемпионате мира в первом дивизионе в Австрии и помогла команде выйти в высший дивизион чемпионата мира среди женщин. В декабре 2009 года сыграла на турнире четырёх наций в швейцарском Романсхорне, дважды отличившись за сборную (Швейцария заняла 1-е место, Словакия — 2-е). В составе словацкой сборной в феврале 2010 года сыграла на Олимпийских играх в Ванкувере, участие в которых стало первым в истории женской сборной Словакии. По иронии судьбы, Натали играла первый матч против сборной Канады — страны, где она родилась. В том матче она была удалена за удар соперника клюшкой во втором периоде, а Словакия уступила 0:18. Первое и единственное очко на турнире набрала 15 февраля в матче против Швеции, отдав голевую передачу (Словакия проиграла 2:6).

## Статистика в сборной
| Год  | Сборная  | Турнир                       | Игры | Голы | Передачи | Очки | Минуты штрафа |
| ---- | -------- | ---------------------------- | ---- | ---- | -------- | ---- | ------------- |
| 2004 | Словакия | Чемпионат мира (II дивизион) | 5    | 3    | 3        | 6    | 6             |
| 2009 | Словакия | Чемпионат мира (I дивизион)  | 5    | 0    | 1        | 1    | 10            |
| 2010 | Словакия | Олимпиада                    | 5    | 0    | 1        | 1    | 4             |